# امحميدة (المضاربة والعارة)

تعديل مصدري - تعديل

امحميدة هي إحدى قرى عزلة المضاربة بمديرية المضاربة والعارة التابعة لمحافظة لحج، بلغ تعداد سكانها 40 نسمة حسب تعداد اليمن لعام 2004.